# Френдсвілл (Теннессі)
Френдсвілл (англ. Friendsville) — місто (англ. city) в США, в окрузі Блаунт штату Теннессі. Населення — 896 осіб (2020).

## Географія
Френдсвілл розташований за координатами 35°45′18″ пн. ш. 84°8′3″ зх. д. / 35.75500° пн. ш. 84.13417° зх. д. (35.754903, -84.134062).  За даними Бюро перепису населення США в 2010 році місто мало площу 7,81 км², уся площа — суходіл.

## Демографія
Згідно з переписом 2010 року, у місті мешкало 913 осіб у 368 домогосподарствах у складі 267 родин. Густота населення становила 117 осіб/км².  Було 414 помешкання (53/км²).
Расовий склад населення:
| - 96,4 % — білих - 1,0 % — чорних або афроамериканців - 0,3 % — азіатів - 0,1 % — вихідців з тихоокеанських островів - 0,1 % — корінних американців - 1,0 % — осіб інших рас |

До двох чи більше рас належало 1,1 %. Частка іспаномовних становила 1,6 % від усіх жителів.
За віковим діапазоном населення розподілялося таким чином: 19,4 % — особи молодші 18 років, 65,7 % — особи у віці 18—64 років, 14,9 % — особи у віці 65 років та старші. Медіана віку мешканця становила 43,2 року. На 100 осіб жіночої статі у місті припадало 98,5 чоловіків;  на 100 жінок у віці від 18 років та старших — 99,5 чоловіків також старших 18 років.
Середній дохід на одне домашнє господарство  становив 50 130 доларів США (медіана — 45 556), а середній дохід на одну сім'ю — 56 131 долар (медіана — 51 083). Медіана доходів становила 42 283 долари для чоловіків та 33 500 доларів для жінок. За межею бідності перебувало 15,6 % осіб, у тому числі 30,6 % дітей у віці до 18 років та 13,4 % осіб у віці 65 років та старших.
Цивільне працевлаштоване населення становило 411 осіб. Основні галузі зайнятості: виробництво — 15,6 %, науковці, спеціалісти, менеджери — 13,6 %, освіта, охорона здоров'я та соціальна допомога — 13,4 %.